# Hardystonita
La hardystonita es un mineral de la clase de los sorosilicatos, y dentro de esta pertenece al llamado "grupo de la melilita". Fue descubierta en 1899 en Hardyston Township, un pequeño pueblo hoy desaparecido dentro del municipio de Franklin, en el estado de Nueva Jersey (EE. UU.), siendo nombrado así por aquella antigua localidad.

## Características químicas
Pertenece al grupo de la melilita de los sorosilicatos de calcio, y dentro del grupo es el mineral con y cinc. A menudo se encuentra reemplazado parcialmente por esperita (Ca3PbZn4(SiO4)4).

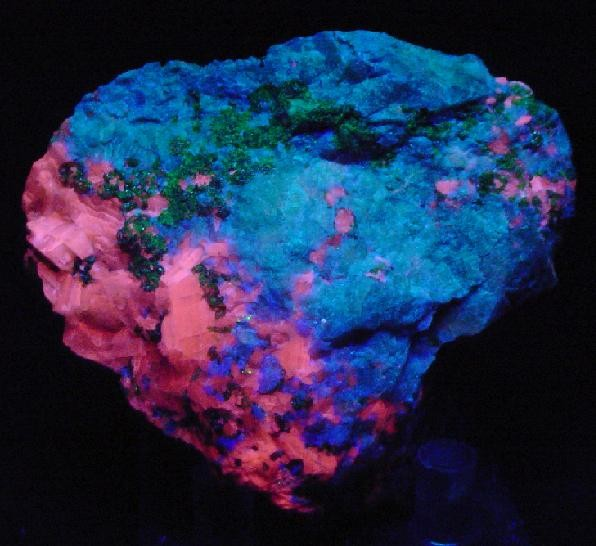
Fluorescencia con luz UV.

Además de los elementos de su fórmula, suele llevar como impurezas: aluminio -la más frecuente-, hierro, manganeso, plomo, magnesio y sodio.

## Hábito
A la luz del día, la hardystonita natural es un mineral con aspacto masivo casi imposible de distinguir en él un hábito, que se podría confundir con la calcita masiva, pero que podemos distinguir de ésta por la falta de división de sus cristales -los de la calcita se separan de la masa con más facilidad- y por un lustre ligeramente grasiente que no tiene la calcita.
Los cristales son muy raros, y cuando aparecen están embebidos en una matriz de calcita o de otro material. 

## Formación y yacimientos
Aparece en yacimientos de silicatos con minerales oxidados de hierro, manganeso y cinc metamorfizados, sobre todo asociado a otros minerales del cinc.
Suele encontrarse asociado a otros minerales como: vesuvianita, apatito, franklinita, willemita, rodonita, calcita o dolomita.